# O Palácio dos Anjos
O Palácio dos Anjos é um filme franco-brasileiro de 1970, do gênero drama, dirigido por Walter Hugo Khouri com produção da Companhia Cinematográfica Vera Cruz em parceria com a Metro Goldwyn Mayer. A trilha sonora foi de Rogério Duprat.

## Sinopse
Bárbara é uma francesa que vai morar em São Paulo e, com mais duas amigas decide transformar o apartamento delas em um luxuoso bordel (título do filme), com o qual obtêm dinheiro e prestígio, mas também encontram muitos problemas emocionais.

## Elenco
- Geneviève Grad .... Bárbara
- Norma Bengell .... Dorothy
- Rossana Ghessa .... Mariazinha
- Adriana Prieto .... Ana Lúcia
- Joana Fomm .... Rose
- John Herbert .... Carlos Eduardo
- Sérgio Hingst .... sr. Strauss
- Zózimo Bulbul .... embaixador do Senegal
- Alberto Ruschel .... José Roberto
- Pedro Paulo Hatheyer .... dr. Luiz
- Luc Merenda .... Ricardo
- Elza de Castro
- Elza Besti
- Pierre Celler
- Hugo Land
- Mário Maizzo
- Miriam Mayo
- Célia Padilha
- Rosa Padilha
- Bibiana Torino

## Principais prêmios e indicações
Festival de Cannes 1970
- Indicado à Palma de Ouro (melhor filme)[2][3]

Prêmio Governador do Estado de São Paulo (1970)
- Vencedor nas categorias:

Melhor produtor
Melhor diretor
Melhor argumento
Melhor roteiro